# Alexander Wladimirowitsch Romanow
Alexander Wladimirowitsch Romanow (russisch Александр Владимирович Романов; * 18. August 1980 in Woskressensk, Russische SFSR) ist ein russischer Eishockeyspieler, der zuletzt bis März 2017 bei Awtomobilist Jekaterinburg in der Kontinentalen Hockey-Liga unter Vertrag stand.

## Karriere
Alexander Romanow begann seine Karriere als Eishockeyspieler in seiner Heimatstadt in der Nachwuchsabteilung von Chimik Woskressensk, für dessen Profimannschaft er in der Saison 1998/99 sein Debüt in der Superliga gab. In seinem Rookiejahr erzielte der Flügelspieler in 15 Spielen ein Tor und musste mit seinem Team den Abstieg in die Wysschaja Liga, die zweite russische Spielklasse, hinnehmen. In dieser spielte er für Chimik Woskressensk, bis er im Laufe der Saison 2002/03 innerhalb der Wysschaja Liga zu Neftjanik Leninogorsk wechselte. Die Saison 2003/04 verbrachte er in der Wysschaja Liga beim THK Twer und beendete sie bei seinem Heimatverein aus Woskressensk, der in der Zwischenzeit wieder in die Superliga aufgestiegen war.
Die Saison 2004/05 begann Romanow erneut bei Chimik Woskressensk in der Superliga, wechselte im Saisonverlauf jedoch zum Zweitligisten THK Twer und dessen Ligarivalen Neftjanik Leninogorsk. In der folgenden Spielzeit stand der Linksschütze beim Zweitligisten Torpedo Nischni Nowgorod unter Vertrag. Anschließend schloss er sich ein weiteres Mal Chimik Woskressensk an. Mit seiner Mannschaft stieg er in der Saison 2007/08 als Zweitligameister in die neu gegründete Kontinentale Hockey-Liga auf. In der Saison 2008/09 erzielte er für Chimik in 55 KHL-Spielen sieben Tore und gab 15 Vorlagen. Nachdem der Verein sich anschließend aus finanziellen Gründen aus der KHL zurückziehen musste, blieb der Russe in der KHL und wechselte zu Witjas Tschechow. Zwischen 2009 und 2012 war er für Witjas aktiv, ehe er im Sommer 2012 vom HK Rjasan aus der Wysschaja Hockey-Liga unter Vertrag genommen wurde. Für Rjasan absolvierte er 30 Einsätze in der zweiten Spielklasse, ehe er im Dezember 2012 einen Vertrag beim KHL-Team HK Sibir Nowosibirsk unterschrieb. Für Sibir absolvierte er in der Folge über 84 KHL-Partien.
Im August 2014 wurde er von Metallurg Nowokusnezk verpflichtet und absolvierte 118 KHL-Partien für den Klub, ehe er im Mai 2016 zu Awtomobilist Jekaterinburg wechselte.

## Erfolge und Auszeichnungen
- 2008 Meister der Wysschaja Liga und Aufstieg in die KHL mit Chimik Woskressensk

## Statistik
(Stand: Ende der Saison 2016/17)